# Geografische isolatie
Geografische isolatie houdt de beperking van de beweegruimte binnen een bepaald gebied in, bijvoorbeeld door een rivier, een gebergte, een zee of een hek. Binnen de evolutietheorie zijn door geografische isolatie nieuwe soorten ontstaan. Een gebied kan bijvoorbeeld gescheiden raken door een rivier, waardoor aan beide kanten twee nieuwe soorten van een organisme evolueren.

## Inteelt
Door geografische isolatie kan ook inteelt ontstaan. Normaal gesproken trekken jonge dieren weg van de streek van hun ouders, waardoor de kans klein is dat ze met familieleden paren. Maar als hun bewegingsruimte erg is beperkt kan dat ervoor zorgen ze in dezelfde buurt blijven en vervolgens paren met verwante dieren.
Dit kan ervoor zorgen dat een gebied een zeer smalle genetische basis krijgt. Afwijkingen komen dan vanzelf in de hele populatie terecht, waardoor die kwetsbaarder wordt, bijvoorbeeld voor ziektes. 

## Hedendaags probleem
Doordat veel natuurgebieden verdwijnen door boskap of worden gebruikt door landbouw, komen veel gebieden geïsoleerd te liggen. Dit heeft dezelfde uitwerking als hekken: De dieren kunnen niet meer weg en blijven binnen hetzelfde gebied. 
Dit soort geografische isolatie kan verstrekkende gevolgen hebben, zoals het verstoren van de kringloop van het leven met als gevolg het verdwijnen van flora en fauna.